# Galloway House
Galloway House est une maison de campagne classée de catégorie A à Sorbie, Dumfries et Galloway, en Écosse.

## Histoire

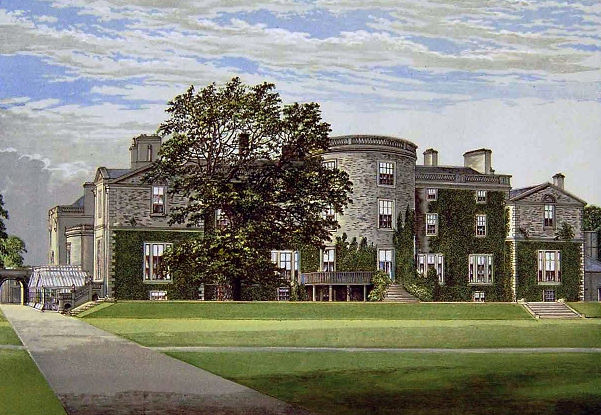
Galloway House, lithographie du XIXe siècle

Attenante au village de Garlieston, sur la baie de Wigtown, la maison est commencée en 1740 pour Lord Garlies, plus tard sixième comte de Galloway, sur les plans de John Douglas, assisté de John Baxter comme architecte du site. Les ajouts en 1841 sont réalisés par l'architecte d'Édimbourg William Burn.
Un haut mur autour du jardin est construit par les prisonniers de guerre français, en c. 1750 ou pendant les guerres napoléoniennes.
La maison et le domaine appartiennent aux comtes de Galloway jusqu'en 1908, date à laquelle ils sont contraints de vendre. L'acheteur est Malcolm McEacharn, qui développe le jardin. En 1930, la maison et le parc sont à nouveau vendus à Lady Forteviot, veuve de John Dewar, 1er baron Forteviot, de la famille possédant John Dewar & Sons. Elle décède en 1940, et la maison devient un hôpital pour les blessés pendant la Seconde Guerre mondiale. Le beau-petit-fils de Lady Forteviot, Edward Strutt, agrandit le jardin, mais en 1947, la maison est vendue à Glasgow Corporation et jusqu'en 1976 elle est un internat. Après cela, elle est revendue à des propriétaires privés, d'abord à un Américain, puis à un Australien. En juin 2011, la maison est de nouveau mise sur le marché.